# Fire (пісня Kasabian)
Fire — це пісня британського гурту «Kasabian», написана Серджіо Піццорно.
Композиція стала першим синглом з альбому West Ryder Pauper Lunatic Asylum, який був виданий на фізичному носії, що дозволило йому потрапити у чарти.

## Трек-лист
- 2-Track CD

1. "Fire" - 4:12
2. "Runaway" (Live from The Little Noise Sessions) - 4:09

- 10"

1. "Fire" - 4:12
2. "Fire (Richard Fearless Mix)" - 6:50

- Digital Download

1. "Fire" (Live from the Roundhouse) - 4:14

- Digital EP

1. "Fire" - 4:12
2. "Runaway" (Live from The Little Noise Sessions) - 4:09
3. "Road Kill Cafe" (iTunes Exclusive) - 2:39

## Чарти
В перший же тиждень сингл зайняв третє місце у британському сингл-чарті. На сьогодні це єдиний сингл колективу, потрапивший у TOP 5.
| Чарт (2009)              | Місце |
| ------------------------ | ----- |
| UK Singles Chart         | 3     |
| Australian Singles Chart | 41    |